# Детская улица (Санкт-Петербург)
Де́тская улица — улица на Васильевском острове в Санкт-Петербурге, проходящая от Косой линии до Шкиперского протока.

## История
Улицу начали прокладывать в середине XIX века, когда руководство города решило отдать территорию Смоленского поля, располагавшегося в этом районе, под застройку. В первую очередь начали с прокладки участка улицы от Большого проспекта к Среднему.
В 1858 году на углу с Большим проспектом была основана Покровская больница (дом 9/85) как третья в России Община сестёр милосердия. Основательницей общины была княгиня Александра Петровна, старшая дочь принцессы Терезии и принца Петра Георгиевича Ольденбургских. Отсюда улица в 1871 году получила название Княгининской.
В 1907 году проложен новый участок Княгининской улицы — от Большого проспекта до Косой линии. В это же время на пересечении улицы со Средним проспектом А. К. Монтагом построен Гаванский рынок.
В 1922 году Княги́нинскую улицу переименовали в Детскую. Это связано с тем, что после Октябрьской революции одно из зданий бывшей Покровской общины было отведено для детского сада. В 1930-х годах на этой улице промышленными предприятиями были построены детские сады на участке домов 14, 18, 28 и 32. В 1950-х годах трасса была продлена до реки Смоленки, построены дома 16, 24, 26 и 30. В 1971 году архитекторами Л. Л. Шретером и Е. В. Карпиным для Академического художественного лицея построен комплекс зданий — дома 17. В 1970-х годах разобран Гаванский рынок. На его месте к 1980 году построена гостиница «Гавань». В 1982 году часть магистрали от Среднего проспекта до Наличной улицы назвали улицей Беринга в честь мореплавателя Витуса Беринга.
B 2010 году Детская улица была продлена до Шкиперского протока.

## Достопримечательности
- Дом 15 — построен в 1903 году по проекту Николая Еремеева. Дом предназначался для приюта благотворительного общества «Ясли»[2].
- Дом 15, корпус 2 — дом Общества пособия бедным женщинам, построен в 1908—1909 годах по проекту архитектора А. Ф. Барановского.  7830677000
- Дом 34/90 — доходный дом, построен в 1901 году по проекту С. А. Мокина. Угловой эркер этого дома был увенчан куполом, который к настоящему времени утрачен[2].

## Транспорт
Ближайшая станция метро - "Горный институт". В транспортной доступности - "Василеостровская" и "Приморская".
Недалеко от пересечения с Косой линией существует  трамвайное кольцо.